# Yannic Lerjen
Yannic Lerjen (ur. 26 lipca 1990 w Täsch) – szwajcarski narciarz dowolny specjalizujący się w halfpipe'ie. Największy sukces w karierze osiągnął w 2015 roku, kiedy zdobył brązowy medal w halfpipe'ie na mistrzostwach świata w Kreischbergu. Rok wcześniej brał też udział w igrzyskach olimpijskich w Soczi, gdzie w tej samej konkurencji zajął czternaste miejsce. Najlepsze wyniki w Pucharze Świata osiągnął w sezonie 2013/2014, kiedy to zajął 45. miejsce w klasyfikacji generalnej, a w klasyfikacji halfpipe'a był ósmy.

## Osiągnięcia

### Igrzyska olimpijskie
| Miejsce | Dzień     | Rok  | Miejscowość | Konkurencja | Zwycięzca  |
| ------- | --------- | ---- | ----------- | ----------- | ---------- |
| 14.     | 18 lutego | 2014 | Soczi       | Halfpipe    | David Wise |

### Mistrzostwa świata
| Miejsce | Dzień       | Rok  | Miejscowość | Konkurencja | Zwycięzca   |
| ------- | ----------- | ---- | ----------- | ----------- | ----------- |
| 3.      | 22 stycznia | 2015 | Kreischberg | Halfpipe    | Kyle Smaine |

### Puchar Świata

#### Miejsca w klasyfikacji generalnej
- sezon 2010/2011: 177.
- sezon 2011/2012: 166.
- sezon 2012/2013: 128.
- sezon 2013/2014: 45.
- sezon 2014/2015: 164.

#### Miejsca na podium
Lerjen nigdy nie stanął na podium zawodów PŚ.